# Weingut Gunderloch

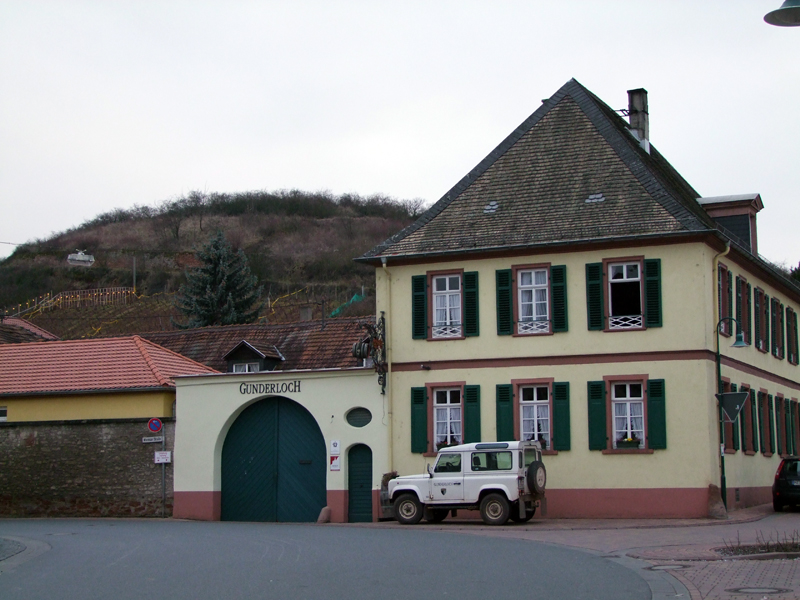
Weingut Gunderloch in Nackenheim

Das Weingut Gunderloch befindet sich in der rheinland-pfälzischen Gemeinde Nackenheim im deutschen Weinanbaugebiet Rheinhessen. Zurzeit bewirtschaftet es etwa 14 Hektar Rebfläche. Des Weiteren ist das Weingut Mitglied im Verband Deutscher Prädikatsweingüter (VDP).

## Geschichte

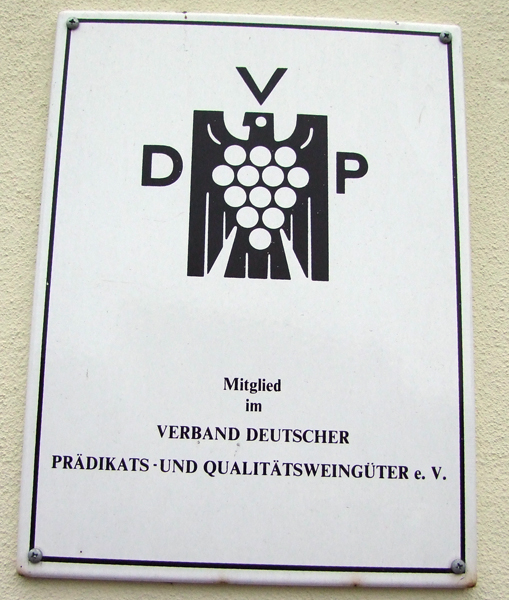
VDP-Schild am Weingut

Das Familienweingut Gunderloch wurde in der Gründerzeit 1890 von einem Mainzer Bankier in Nackenheim gegründet. Carl Gunderloch, der ursprünglich aus Gundersheim stammte, erwarb den historischen Dalheimer Hof aus dem säkularisierten Grundbesitz der Zisterzienserinnen des Klosters Dalheim bei Mainz sowie hervorragende Weinberglagen wie zum Beispiel den Nackenheimer Rothenberg im Roten Hang. Nach seinem Tod wurde das Weingut unter seinen zwei Töchtern aufgeteilt. Mittlerweile trägt mit Agnes Hasselbach-Usinger die fünfte Generation die Verantwortung. Die drei Kinder der sechsten Generation unterstützen den Betrieb.
Der Name des Gutsbesitzers Gunderloch wurde 1925 durch das von Carl Zuckmayer verfasste Lustspiel „Der fröhliche Weinberg“ deutschlandweit bekannt. Die Art und Weise des Stückes gefiel jedoch Gunderloch und den übrigen Nackenheimer Winzern gar nicht, denn sie wurden als Kleinbürger dargestellt.
1979 entschieden sich Agnes und Fritz Hasselbach, das Weingut dem Stand der Technik gemäß auszubauen und ihre bis dahin ausgeübten Lehrberufe an einer Privatschule und der damaligen Landeslehr- und Versuchsanstalt für Wein- und Gartenbau in Oppenheim, heute: Dienstleistungszentrum Ländlicher Raum, aufzugeben. Im Laufe der Jahre wurden wichtige Kontakte zu führenden Weinkritikern, so zum Beispiel Stuart Pigott, aufgebaut und gepflegt.
Regine Usinger, später Usinger-Frank, war die Deutsche Weinkönigin im Weinwirtschaftsjahr 1980/1981.
Das Weingut exportiert seine Weine in 34 Länder der Erde (Stand 2008).
Beim Festakt für den Friedensnobelpreis 2013 wurde der Kabinett-Riesling Jean Baptiste Gunderloch serviert.
Mit Johannes Hasselbach hat die jüngere Generation den Betrieb übernommen. Seit Dezember 2019 führt Johannes Hasselbach den Regionalverband Rheinhessen des VDP.

## Weinlagen und Rebsorten

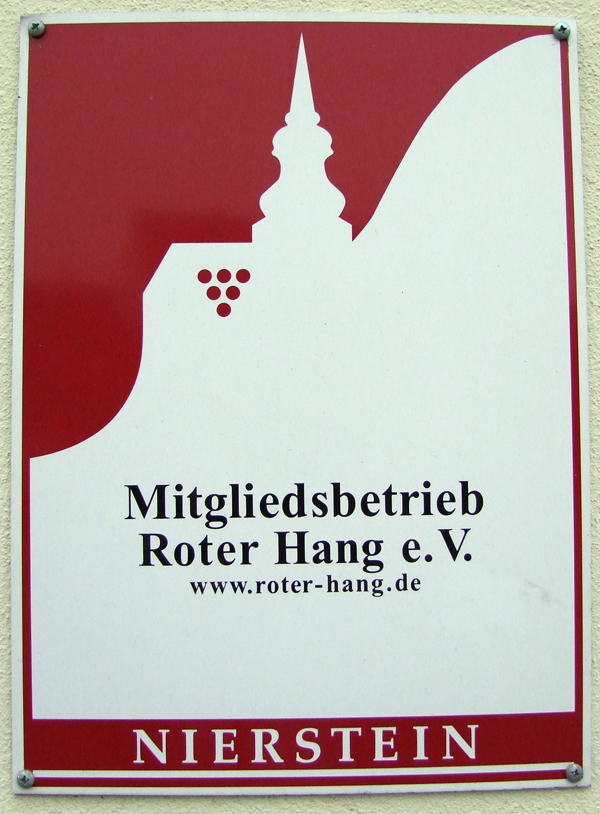
Mitgliedsbetrieb Roter Hang e. V.

Wichtigste Lage des Weingutes Gunderloch ist der Nackenheimer Rothenberg. Diese Lage, wie auch Niersteiner Pettenthal und Hipping aus dem übernommenen Weingut Balbach liegen im Roten Hang. Dieses Terroir besteht aus rotem Tonschiefer und verleiht den Weinen Vielschichtigkeit und Fülle. Nur die besten Weine des Weingutes werden unter Lagenbezeichnung verkauft, während die trockenen Qualitätsweine bis zum Kabinett als Gutsweine nur den Namen des Weingutes tragen.
Das Weingut produziert rund 80 % Riesling, 5 % Silvaner 5 % Grauburgunder. Die restlichen 10 % verteilen sich auf Spezialitäten wie die Scheurebe, den Gewürztraminer, den Dornfelder sowie den Spätburgunder und den Weißburgunder. Weinmacher ist der Geisenheimer Önologe Friedrich Hasselbach, der Ehemann von Agnes Hasselbach-Usinger. Seit 2008 wird er von Alex Michalsky, vormals Weingut St. Antony, in der Kellerwirtschaft unterstützt und beraten.

## Bewertungen (Auswahl)
- Gault-Millau 2021: vier Trauben[6]
- Eichelmann 2021: ****